# Prognathodes
Los "peces mariposa" del género Prognathodes son peces marinos de la familia caetodóntidos, distribuidos por las aguas tropicales de todos los océanos y por el mar Caribe.
Su hábitat está asociado a arrecifes, donde destacan por sus llamativos colores con una forma corporal típica de los peces mariposa y un tamaño máximo descrito entre 10 y 15 cm según la especie.

## Especies
Existen trece especies válidas en este género:
- Prognathodes aculeatus (Poey, 1860) - Pez-mariposa narigona, Parche narigón o Isabelita corneta
- Prognathodes aya (Jordan, 1886) - Pez-mariposa de banco
- Prognathodes basabei (Pyle y Kosaki, 2016)
- Prognathodes brasiliensis (Burgess, 2001)
- Prognathodes carlhubbsi (Nalbant, 1995)
- Prognathodes dichrous (Günther, 1869)
- Prognathodes falcifer (Hubbs y Rechnitzer, 1958) - Pez-mariposa guadaña
- Prognathodes geminus (Copus, Pyle, Greene y Randall, 2019)
- Prognathodes guezei (Maugé y Bauchot, 1976)
- Prognathodes guyanensis (Durand, 1960) - Pez-mariposa de Guayana
- Prognathodes guyotensis (Yamamoto y Tameka, 1982)
- Prognathodes marcellae (Poll, 1950) - Borboleta
- Prognathodes obliquus (Lubbock y Edwards, 1980) - Pez-mariposa oblicua